# Nicarete cineraria
Nicarete cineraria är en skalbaggsart som först beskrevs av Leon Fairmaire 1900.  Nicarete cineraria ingår i släktet Nicarete och familjen långhorningar.
Artens utbredningsområde är Madagaskar. Inga underarter finns listade i Catalogue of Life.